# Àïxa al-Mannubiyya
Àïxa bint Imran ibn al-Hajj Sulayman (àrab: عائشة بنت عمران بن الحج سليمان, ʿĀʾixa bint ʿImrān ibn al-Hajj Sulaymān), més coneguda com a Àïxa al-Mannubiyya (àrab: عائشة المنوبية, ʿĀʾixa al-Mannūbiyya), sàyyida al-Mannubiyya (àrab: السيدة المنوبية, as-sayyida al-Mannūbiyya) o lal·la al-Mannubiyya (àrab: للاّ المنوبية, lallā al-Mannūbiyya, transcrit localment Lalla Manoubia) fou una santa tunisiana del segle xiii. La seva nisba deriva del seu lloc de naixement, Mannuba, 8 km a l'oest de Tunis.
Per no casar-se amb un cosí es va escapar a Tunis i va dur una vida ascètica en un alfòndec (qaysariyya) prop d'una de les portes de la ciutat, Bab al-Fal·laq (després Bab al-Gurjan), al sud-est de la ciutat. Les fonts discrepen en la data de la seva mort, bé el 20 d'abril de 1257 bé el 19 de novembre de 1255.